# Copa Africana de Naciones 1998
La Copa Africana de Naciones 1998 fue la 21a edición del torneo de selecciones de fútbol más importante de África. Se realizó en Burkina Faso del 7 al 28 de febrero de 1998. La selección de Egipto se coronó campeón de la XXI de la Copa Africana de Naciones de 1998

## Sedes
| Bobo-Dioulasso    | Uagadugú                |                         |
| ----------------- | ----------------------- | ----------------------- |
| Stade Municipal   | Stade du 4-Août         |                         |
| Capacidad: 40,000 | Capacidad: 40,000       |                         |
|                   |                         |                         |
| Uagadugú          | Uagadugú Bobo-Dioulasso | Uagadugú Bobo-Dioulasso |
| Stade Municipal   | Uagadugú Bobo-Dioulasso | Uagadugú Bobo-Dioulasso |
| Capacidad: 30,000 | Uagadugú Bobo-Dioulasso | Uagadugú Bobo-Dioulasso |
|                   | Uagadugú Bobo-Dioulasso | Uagadugú Bobo-Dioulasso |

## Participantes
| - Argelia - Angola - Burkina Faso (Anfitrión) - Camerún - RD Congo - Costa de Marfil - Egipto - Ghana | - Guinea - Marruecos - Mozambique - Namibia - Sudáfrica (Campeón Defensor) - Togo - Túnez - Zambia |

### Excluidos[1]
| - Gambia - Guinea-Bisáu - Lesoto | - Madagascar - Níger - Nigeria |

## Primera fase

### Grupo A
| Pos. | Equipo           | Pts. | PJ | G | E | P | GF | GC | Dif. | Clasificación    |
| ---- | ---------------- | ---- | -- | - | - | - | -- | -- | ---- | ---------------- |
| 1    | Camerún          | 7    | 3  | 2 | 1 | 0 | 5  | 3  | +2   | Cuartos de final |
| 2    | Burkina Faso (H) | 6    | 3  | 2 | 0 | 1 | 3  | 2  | +1   | Cuartos de final |
| 3    | Guinea           | 4    | 3  | 1 | 1 | 1 | 3  | 3  | 0    |                  |
| 4    | Argelia          | 0    | 3  | 0 | 0 | 3 | 2  | 5  | −3   |                  |

 Fuente: [cita requerida]
| 7 de febrero de 1998 | Burkina Faso | 0:1 (0:1) | Camerún    | Stade du 4-Août, Uagadugú                                     |                                                               |
|                      |              |           | Tchami 20' | Asistencia: 30,000 espectadores Árbitro(s): Gamal Al-Ghandour | Asistencia: 30,000 espectadores Árbitro(s): Gamal Al-Ghandour |

| 8 de febrero de 1998 | Argelia | 0:1 (0:1) | Guinea     | Stade Municipal,, Uagadugú                               |                                                          |
|                      |         |           | Oularé 19' | Asistencia: 3,000 espectadores Árbitro(s): Lim Kee Chong | Asistencia: 3,000 espectadores Árbitro(s): Lim Kee Chong |

| 11 de febrero de 1998 | Camerún              | 2:2 (2:0) | Guinea         | Stade Municipal, Uagadugú                                |                                                          |
|                       | Tchami 9' · Womé 44' |           | Oularé 46' 77' | Asistencia: 2,000 espectadores Árbitro(s): Young-Joo Kim | Asistencia: 2,000 espectadores Árbitro(s): Young-Joo Kim |

| 11 de febrero de 1998 | Burkina Faso                         | 2:1 (0:0) | Argelia         | Stade du 4-Août, Uagadugú                                     |                                                               |
|                       | K. Ouédraogo 65' (pen.) · Traoré 77' |           | Saïb 82' (pen.) | Asistencia: 35,000 espectadores Árbitro(s): Pierre Mounguegui | Asistencia: 35,000 espectadores Árbitro(s): Pierre Mounguegui |

| 15 de febrero de 1998 | Burkina Faso | 1:0 (0:0) | Guinea | Stade du 4-Août, Uagadugú                              |                                                        |
|                       | Kambou 85'   |           |        | Asistencia: 40,000 espectadores Árbitro(s): Omer Yengo | Asistencia: 40,000 espectadores Árbitro(s): Omer Yengo |

| 15 de febrero de 1998 | Camerún              | 2:1 (0:1) | Argelia   | Stade Municipal, Uagadugú                              |                                                        |
|                       | Job 47' · Tchami 65' |           | Dziri 40' | Asistencia: 1,000 espectadores Árbitro(s): Kine Tibebu | Asistencia: 1,000 espectadores Árbitro(s): Kine Tibebu |

### Grupo B
| Pos. | Equipo                          | Pts. | PJ | G | E | P | GF | GC | Dif. | Clasificación    |
| ---- | ------------------------------- | ---- | -- | - | - | - | -- | -- | ---- | ---------------- |
| 1    | Túnez                           | 6    | 3  | 2 | 0 | 1 | 5  | 4  | +1   | Cuartos de final |
| 2    | República Democrática del Congo | 6    | 3  | 2 | 0 | 1 | 4  | 3  | +1   | Cuartos de final |
| 3    | Ghana                           | 3    | 3  | 1 | 0 | 2 | 3  | 3  | 0    |                  |
| 4    | Togo                            | 3    | 3  | 1 | 0 | 2 | 4  | 6  | −2   |                  |

 Fuente: [cita requerida]
| 9 de febrero de 1998 | RD Congo                       | 2:1 (0:0) | Togo         | Stade Municipal, Uagadugú                               |                                                         |
|                      | Tondelua 57' (pen.) 73' (pen.) |           | Tchangai 90' | Asistencia: 4,000 espectadores Árbitro(s): Said Belqola | Asistencia: 4,000 espectadores Árbitro(s): Said Belqola |

| 9 de febrero de 1998 | Ghana                 | 2:0 (1:0) | Túnez | Stade du 4-Août, Uagadugú                              |                                                        |
|                      | Nyarko 8' · Gargo 90' |           |       | Asistencia: 12,000 espectadores Árbitro(s): Ian McLeod | Asistencia: 12,000 espectadores Árbitro(s): Ian McLeod |

| 12 de febrero de 1998 | Túnez                          | 2:1 (1:1) | RD Congo   | Stade Municipal, Uagadugú                              |                                                        |
|                       | Ben Slimane 31' · Tlemcani 76' |           | Kimoto 36' | Asistencia: 1,000 espectadores Árbitro(s): Kine Tibebu | Asistencia: 1,000 espectadores Árbitro(s): Kine Tibebu |

| 12 de febrero de 1998 | Togo                 | 2:1 (1:0) | Ghana              | Stade du 4-Août, Uagadugú                             |                                                       |
|                       | Doté 26' · Kader 90' |           | Johnson 83' (pen.) | Asistencia: 3,000 espectadores Árbitro(s): Omer Yengo | Asistencia: 3,000 espectadores Árbitro(s): Omer Yengo |

| 16 de febrero de 1998 | RD Congo    | 1:0 (0:0) | Ghana | Stade du 4-Août, Uagadugú                                |                                                          |
|                       | Kisombe 77' |           |       | Asistencia: 3,000 espectadores Árbitro(s): Young-Joo Kim | Asistencia: 3,000 espectadores Árbitro(s): Young-Joo Kim |

| 16 de febrero de 1998 | Túnez                                     | 3:1 (2:1) | Togo               | Stade Municipal, Uagadugú                                  |                                                            |
|                       | Tlemcani 9' · Ben Slimane 12' · Gabsi 80' |           | Assignon 4' (pen.) | Asistencia: 800 espectadores Árbitro(s): Pierre Mounguegui | Asistencia: 800 espectadores Árbitro(s): Pierre Mounguegui |

### Grupo C
| Pos. | Equipo          | Pts. | PJ | G | E | P | GF | GC | Dif. | Clasificación    |
| ---- | --------------- | ---- | -- | - | - | - | -- | -- | ---- | ---------------- |
| 1    | Costa de Marfil | 7    | 3  | 2 | 1 | 0 | 10 | 6  | +4   | Cuartos de final |
| 2    | Sudáfrica       | 5    | 3  | 1 | 2 | 0 | 5  | 2  | +3   | Cuartos de final |
| 3    | Angola          | 2    | 3  | 0 | 2 | 1 | 5  | 8  | −3   |                  |
| 4    | Namibia         | 1    | 3  | 0 | 1 | 2 | 7  | 11 | −4   |                  |

 Fuente: [cita requerida]
| 8 de febrero de 1998 | Sudáfrica | 0:0 | Angola | Stade Municipal, Bobo-Dioulasso                                 |  |
|                      |           |     |        | Asistencia: 20,000 espectadores Árbitro(s): Sidi Bekaye Magassa |  |

| 8 de febrero de 1998 | Costa de Marfil                           | 4:3 (3:0) | Namibia                        | Stade Municipal, Bobo-Dioulasso                         |                                                         |
|                      | Tiéhi 2' 39' · Bakayoko 34' · Diabaté 83' |           | Shivute 46' 73' · Mannetti 70' | Asistencia: 20,000 espectadores Árbitro(s): Karim Dahou | Asistencia: 20,000 espectadores Árbitro(s): Karim Dahou |

| 11 de febrero de 1998 | Costa de Marfil | 1:1 (0:1) | Sudáfrica          | Stade Municipal, Bobo-Dioulasso                             |                                                             |
|                       | Ouattara 88'    |           | Mkhalele 8' (pen.) | Asistencia: 10,000 espectadores Árbitro(s): Charles Masembe | Asistencia: 10,000 espectadores Árbitro(s): Charles Masembe |

| 12 de febrero de 1998 | Angola                                                   | 3:3 (0:2) | Namibia                       | Stade Municipal, Bobo-Dioulasso                        |                                                        |
|                       | Lázaro 46' · Paulo Silva 67' (pen.) · Miguel Pereira 86' |           | Uri Khob 20' 51' · Nauseb 33' | Asistencia: 2,000 espectadores Árbitro(s): Falla Ndoye | Asistencia: 2,000 espectadores Árbitro(s): Falla Ndoye |

| 16 de febrero de 1998 | Costa de Marfil                                   | 5:2 (3:1) | Angola                          | Stade Municipal, Uagadugú                                   |                                                             |
|                       | Guel 8' 23' · Tiéhi 43' 81' (pen.) · Bakayoko 56' |           | Paulo Silva 27' · Quinzinho 52' | Asistencia: 4,000 espectadores Árbitro(s): Mamadouba Camara | Asistencia: 4,000 espectadores Árbitro(s): Mamadouba Camara |

| 16 de febrero de 1998 | Sudáfrica               | 4:1 (4:0) | Namibia    | Stade Municipal, Bobo-Dioulasso                        |                                                        |
|                       | McCarthy 8' 11' 19' 21' |           | Uutoni 68' | Asistencia: 9,500 espectadores Árbitro(s): Karim Dahou | Asistencia: 9,500 espectadores Árbitro(s): Karim Dahou |

### Grupo D
| Pos. | Equipo     | Pts. | PJ | G | E | P | GF | GC | Dif. | Clasificación    |
| ---- | ---------- | ---- | -- | - | - | - | -- | -- | ---- | ---------------- |
| 1    | Marruecos  | 7    | 3  | 2 | 1 | 0 | 5  | 1  | +4   | Cuartos de final |
| 2    | Egipto     | 6    | 3  | 2 | 0 | 1 | 6  | 1  | +5   | Cuartos de final |
| 3    | Zambia     | 4    | 3  | 1 | 1 | 1 | 4  | 6  | −2   |                  |
| 4    | Mozambique | 0    | 3  | 0 | 0 | 3 | 1  | 8  | −7   |                  |

 Fuente: [cita requerida]
| 9 de febrero de 1998 | Marruecos | 1:1 (1:0) | Zambia       | Stade Municipal, Bobo-Dioulasso                                  |                                                                  |
|                      | Bahja 37' |           | Chilumba 87' | Asistencia: 10,000 espectadores Árbitro(s): Abdul Rahman Al-Zeid | Asistencia: 10,000 espectadores Árbitro(s): Abdul Rahman Al-Zeid |

| 10 de febrero de 1998 | Egipto            | 2:0 (2:0) | Mozambique | Stade Municipal, Bobo-Dioulasso                              |                                                              |
|                       | H. Hassan 14' 44' |           |            | Asistencia: 20,000 espectadores Árbitro(s): Mamadouba Camara | Asistencia: 20,000 espectadores Árbitro(s): Mamadouba Camara |

| 13 de febrero de 1998 | Egipto                             | 4:0 (1:0) | Zambia | Stade Municipal, Bobo-Dioulasso                               |                                                               |
|                       | H. Hassan 34' 57' 71' · Radwan 80' |           |        | Asistencia: 5,000 espectadores Árbitro(s): Kim Milton Nielsen | Asistencia: 5,000 espectadores Árbitro(s): Kim Milton Nielsen |

| 13 de febrero de 1998 | Marruecos                                 | 3:0 (2:0) | Mozambique | Stade Municipal, Bobo-Dioulasso                               |                                                               |
|                       | Chiba 39' · El Khattabi 40' · Fertout 82' |           |            | Asistencia: 3,000 espectadores Árbitro(s): Lucien Bouchardeau | Asistencia: 3,000 espectadores Árbitro(s): Lucien Bouchardeau |

| 17 de febrero de 1998 | Zambia                               | 3:1 (2:0) | Mozambique  | Stade Municipal, Bobo-Dioulasso                        |                                                        |
|                       | Kilambe 16' · Bwalya 43' · Tembo 73' |           | Avelino 57' | Asistencia: 3,000 espectadores Árbitro(s): Falla Ndoye | Asistencia: 3,000 espectadores Árbitro(s): Falla Ndoye |

| 17 de febrero de 1998 | Marruecos | 1:0 (0:0) | Egipto | Stade Municipal, Uagadugú                                   |                                                             |
|                       | Hadji 90' |           |        | Asistencia: 500 espectadores Árbitro(s): Kim Milton Nielsen | Asistencia: 500 espectadores Árbitro(s): Kim Milton Nielsen |

## Segunda fase
|  | Cuartos de final               | Cuartos de final               |                          |              | Semifinales  | Semifinales  |  |  | Final                    | Final |
|  |                                |                                |                          |              |              |              |  |  |                          |       |
|  | 20 de febrero - Bobo-Dioulasso |                                |                          |              |              |              |  |  |                          |       |
|  |                                |                                |                          |              |              |              |  |  |                          |       |
|  | Camerún                        | 0                              |                          |              |              |              |  |  |                          |       |
|  | Camerún                        | 0                              | 25 de febrero - Uagadugú |              |              |              |  |  |                          |       |
|  | RD Congo                       | 1                              |                          |              |              |              |  |  |                          |       |
|  | RD Congo                       | 1                              | RD Congo                 | 1            |              |              |  |  |                          |       |
|  | 22 de febrero - Uagadugú       |                                | RD Congo                 | 1            |              |              |  |  |                          |       |
|  |                                | Sudáfrica                      | 2                        |              |              |              |  |  |                          |       |
|  | Marruecos                      | Sudáfrica                      | 2                        | 1            |              |              |  |  |                          |       |
|  | Marruecos                      |                                | 28 de febrero - Uagadugú | 1            |              |              |  |  |                          |       |
|  | Sudáfrica                      | 2                              |                          |              |              |              |  |  |                          |       |
|  | Sudáfrica                      | 2                              | Sudáfrica                | 0            |              |              |  |  |                          |       |
|  | 21 de febrero - Uagadugú       |                                | Sudáfrica                | 0            |              |              |  |  |                          |       |
|  |                                | Egipto                         | 2                        |              |              |              |  |  |                          |       |
|  | Túnez                          | Egipto                         | 2                        | 1 (7)        |              |              |  |  |                          |       |
|  | Túnez                          | 25 de febrero - Bobo-Dioulasso |                          | 1 (7)        |              |              |  |  |                          |       |
|  | Burkina Faso                   | 1 (8)                          |                          |              |              |              |  |  |                          |       |
|  | Burkina Faso                   | 1 (8)                          | Burkina Faso             | 0            | Tercer lugar | Tercer lugar |  |  |                          |       |
|  | 21 de febrero - Uagadugú       |                                | Burkina Faso             | 0            |              |              |  |  |                          |       |
|  |                                | Egipto                         | 2                        |              |              |              |  |  |                          |       |
|  | Costa de Marfil                | Egipto                         | 2                        | 0 (4)        | RD Congo     | 4 (4)        |  |  |                          |       |
|  | Costa de Marfil                |                                |                          | 0 (4)        | RD Congo     | 4 (4)        |  |  |                          |       |
|  | Egipto                         | 0 (5)                          |                          | Burkina Faso | 4 (1)        |              |  |  |                          |       |
|  | Egipto                         | 0 (5)                          |                          |              | 4 (1)        |              |  |  |                          |       |
|  |                                |                                |                          |              |              |              |  |  | 27 de febrero - Uagadugú |       |
|  |                                |                                |                          |              |              |              |  |  |                          |       |

### Cuartos de final
| 20 de febrero de 1998, 16:00 | Camerún | 0:1 (0:1) | RD Congo     | Stade Omnisport, Bobo-Dioulasso  |                                  |
|                              |         |           | Tondelua 30' | Árbitro(s): Abdul Rahman Al-Zeid | Árbitro(s): Abdul Rahman Al-Zeid |

| 22 de febrero de 1998, 16:00 | Marruecos | 1:2 (1:1) | Sudáfrica                       | Stade Municipal, Uagadugú      |                                |
|                              | Chiba 36' |           | Benni McCarthy 22' · Nyathi 79' | Árbitro(s): Lucien Bouchardeau | Árbitro(s): Lucien Bouchardeau |

| 21 de febrero de 1998, 17:00 | Túnez                                                                                        | 1:1 (0:1) (t. s.)(7:8 p.)  | Burkina Faso                                                                                                | Stade du 4-Août, Uagadugú |                           |
|                              | Gabsi 89'                                                                                    |                            | K. Ouedraogo 45' (pen.)                                                                                     | Árbitro(s): Lee Kim Chong | Árbitro(s): Lee Kim Chong |
|                              |                                                                                              | Tiros desde el punto penal | |                           |                           |
|                              | Rouissi · Badra · Bouazizi · Chihi · Jelassi · Baya · Gabsi · Ghodhbane · Hicheri · Trabelsi |                            | S. Traoré · F. Sanou · Nana · Tallé · A. Ouédraogo · Zongo · B. Traoré · Diabaté · Liade Gnonka · Coulibaly |                           |                           |

| 21 de febrero de 1998, 20:00 | Costa de Marfil                                  | 0:0 (t. s.)(4:5 p.)        | Egipto                                    | Stade Municipal, Uagadugú |  |
|                              |                                                  |                            |                                           | Árbitro(s): Ian McLeod    |  |
|                              |                                                  | Tiros desde el punto penal |                                           |                           |  |
|                              | Domoraud · Guel · Diomandé · Bakayoko · Ouattara |                            | Ramzy · Radwan · Kamouna · Mostafa · Imam |                           |  |

### Semifinales
| 25 de febrero de 1998, 16:00 | RD Congo          | 1:2 (0:0) (t. s.)(0:1 t. s.) | Sudáfrica         | Stade du 4-Août, Uagadugú   |                             |
|                              | Bembuana-Keve 48' |                              | McCarthy 60' 112' | Árbitro(s): Charles Masembe | Árbitro(s): Charles Masembe |

| 25 de febrero de 1998, 20:00 | Burkina Faso | 0:2 (0:1) | Egipto            | Stade Omnisport, Bobo-Dioulasso |                                |
|                              |              |           | H. Hassan 40' 71' | Árbitro(s): Kim Milton Nielsen  | Árbitro(s): Kim Milton Nielsen |

### Tercer lugar
| 27 de febrero de 1998, 16:00 | RD Congo                                      | 4:4 (0:1) (t. s.)(4:1 p.)  | Burkina Faso                                        | Stade Municipal, Uagadugú     |                               |
|                              | Mungongo 76' 89' · Kasongo 86' · Tondelua 88' |                            | A. Ouédraogo 6' · Barro 52' · Napon 56' · Tallé 86' | Árbitro(s): Gamal Al-Ghandour | Árbitro(s): Gamal Al-Ghandour |
|                              |                                               | Tiros desde el punto penal |                                                     |                               |                               |
|                              | Simba · Mamale · Kisombe · Selenge            |                            | S. Traoré · F. Sanou · Diabaté                      |                               |                               |

### Final
| 28 de febrero de 1998, 16:00 | Sudáfrica | 0:2 (0:2) | Egipto                     | Stade du 4-Août, Uagadugú |                          |
|                              |           |           | A. Hassan 5' · Mostafa 13' | Árbitro(s): Said Belqola  | Árbitro(s): Said Belqola |

|                           |
| Bandera de Egipto         |
| Campeón Egipto 4.º título |

## Goleadores
7 goles
- Hossam Hassan
- Benni McCarthy

4 goles
- Jerry Tondelua
- Joël Tiéhi

3 goles
- Alphonse Tchami
- Souleymane Oularé

2 goles
- Paulo Silva
- Kassoum Ouédraogo
- Lokenge Mungongo
- Ibrahima Bakayoko
- Tchiressoua Guel
- Saïd Chiba
- Eliphas Shivute
- Gervatius Uri Khob
- Mehdi Ben Slimane
- Hassen Gabsi
- Ziad Tlemçani

1 gol
- Billel Dziri
- Moussa Saïb
- Lázaro
- Miguel Pereira
- Quinzinho
- Oumar Barro
- Romeo Kambou
- Sidi Napon
- Alassane Ouédraogo
- Ibrahima Tallé
- Seydou Traoré
- Joseph-Désiré Job
- Pierre Womé
- Eddy Bembuana-Keve
- Jean-Kasongo Banza
- Okitankoyi Kimoto
- Mundaba Kisombe
- Lassina Diabaté
- Ahmed Ouattara
- Ahmed Hassan
- Tarek Mostafa
- Yasser Radwan
- Mohammed Gargo
- Samuel Johnson
- Alex Nyarko
- Ahmed Bahja
- Ali Elkhattabi
- Youssef Fertout
- Mustapha Hadji
- Avelino
- Ricardo Mannetti
- Robert Nauseb
- Simon Uutoni
- Helman Mkhalele
- David Nyathi
- Komlan Assignon
- Franck Doté
- Massamasso Tchangai
- Mohamed Coubadja Touré
- Kalusha Bwalya
- Tenant Chilumba
- Rotson Kilambe
- Masauso Tembo

## Equipo Ideal
- Guardameta:  Nader El-Sayed
- Defensas:  Mark Fish,  Jojo,  Noureddine Naybet,  Mohamed Emara
- Centrocampistas:  Charles Akonnor,  Hassen Gabsi,  Tchiressoua Guel,  Didier Ekanza Simba
- Delanteros:  Hossam Hassan,  Benni McCarthy